# 六盘水师范学院
六盘水师范学院，简称六师、六盘水师院，是中华人民共和国贵州省六盘水市的一所全日制公办师范类本科高校。并由贵州省人民政府及六盘水市人民政府共同管理。
六盘水师范学院肇始於贵阳师范学院於1978年在六盘水市开设的专科班，历经30余年的发展变迁，于2009年升格为本科层次的六盘水师范学院，建制延续至今，成为六盘水市第一所本科院校；并逐漸由以師範教育為主的師範學校轉變為綜合性、多科性的应用型本科大學，开设了工学、教育学、理学、文学、艺术学、管理学、哲学等多个领域的专业，學術实力不断提升；此外，六盘水师院之校区更因環境優美被誉为“贵州最美大学校园”。

## 历史沿革
六盘水师范学院随着六盘水市的成立而开办，肇始于贵阳师范学院在1978年成立的六盘水专科班；文化大革命結束後，基於為贵州省培養急需人才的需求，贵阳师范学院获批在六盘水、毕节等地市开设专科班，学校由此建立，其教学点分散在六盘水地区的六枝、盘县、水城三特区，并由在地师范学校、高级中学举办大专教育；1980年10月，六盘水市人民政府决定整合六枝、水城等地的大专班资源，在六盘水市区朝阳新村举办六盘水专科班。1984年，贵阳师范学院六盘水专科班与六盘水市教师进修学校合并，并于1985年1月成立六盘水师范专科学校，脱离贵阳师范学院。:6981993年，更名为六盘水师范高等专科学校。2009年，中华人民共和国教育部同意学校升格为本科院校并更名为六盘水师范学院。
2013年，六盘水师范学院获得学士学位授予单位资格；并于2015年成为贵州省向“应用型转型发展试点院校”；2016年，更通过中华人民共和国教育部本科教学工作合格评估，同时被贵州省人民政府列入贵州省“十三五”新增硕士学位授予立项建设单位。

## 校园环境
六盘水师范学院位在贵州省西隅的六盘水市市区凤凰街道，学校教学楼等设施分布在龙山、明湖两个校区，二校区间有自动扶梯相连接，兩校區聯結自動扶梯全長為192米，為中國西南地區最長手扶梯。又与明湖国家湿地公园融为一体，依山傍水，四季景色旖旎，曾被誉为“贵州最美大学校园”。惟冬季比较寒冷，该校因此安装了供暖設施；亦逐步完善了校内基础设施及人文景观。联外交通便利，可搭乘六盘水市凉都公交9、11、27路等来往于六盘水师范学院及六盘水市区重要交通枢纽。

## 学术研究

### 系所

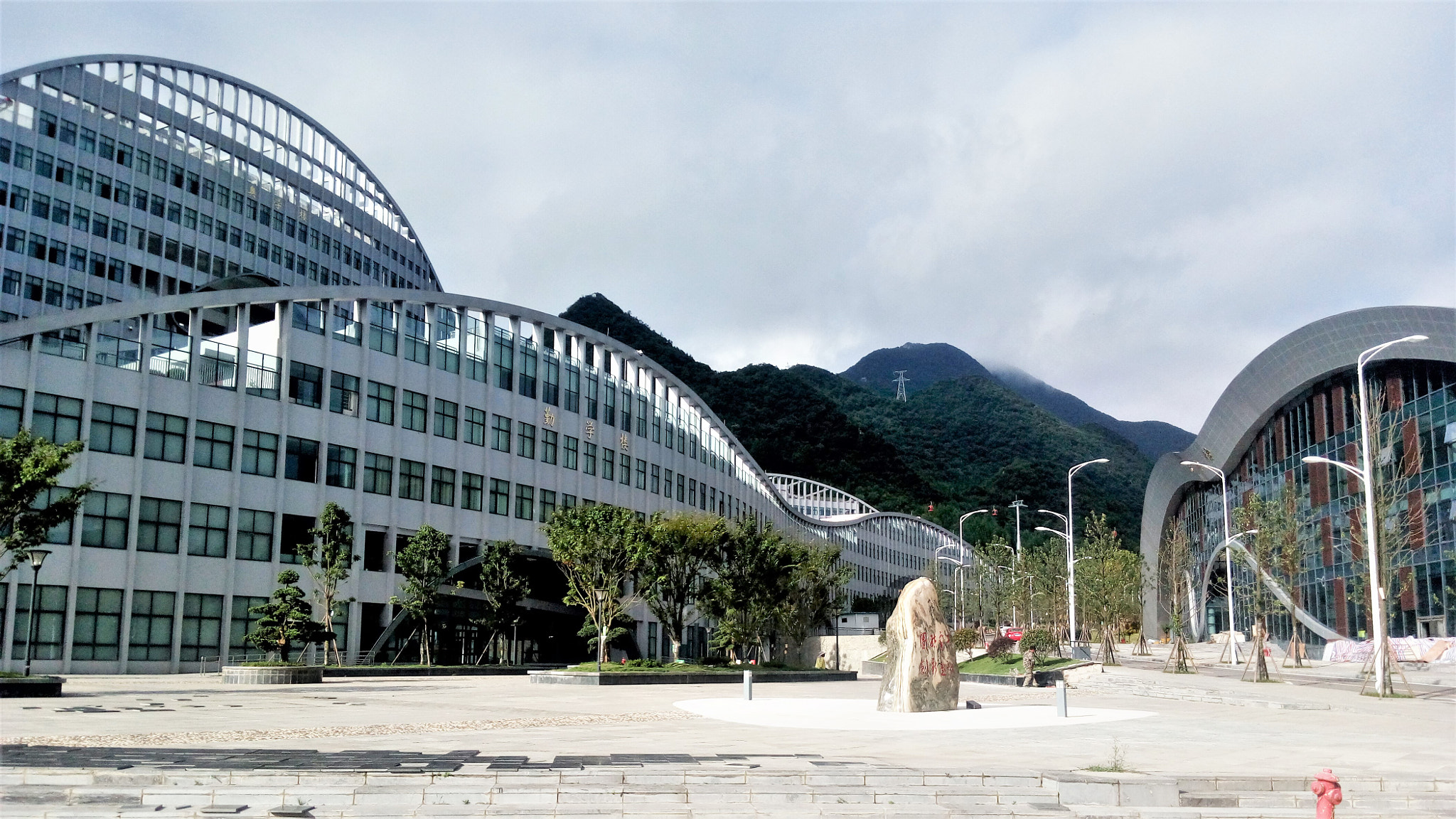
六盘水师范学院新楼

截至2021年，六盘水师范学院共开设本科专业44个，分布在该校教育科学学院、文学与新闻学院、外国语学院、经济与管理学院、数学与计算机科学学院、化学与材料工程学院、生物科学与技术学院、物理与电气工程学院、美术与设计学院、矿业与土木工程学院、旅游与历史文化学院、体育学院、马克思主义学院、音乐学院、继续教育学院等15个二级学院；所设专业涵盖了工学、教育学、理学、文学、艺术学、管理学、哲学等10个学科领域；师范类专业及非师范类应用型专业都有长足的发展，其中采矿工程、安全工程专业等亦具有一定服務六盘水及贵州在地經濟發展的功能。作为贵州省的地方师范院校，学校也有资格招收师范生，为贵州等省的中小学、幼儿园培养合格的教师。汉语言文学及化学两个师范类专业更通过了中华人民共和国教育部师范类专业二级认证，具有一定的实力。现今，该校也受到辽宁师范大学、贵州师范大学、大连大学等高校的对口帮扶，并正在联合培养硕士研究生。

### 科研平台
除專業系所外，六盘水師範學院還依託地理位置、人文資源優勢設置了多所研究機構，包括服务六盘水及贵州采矿业的贵州省煤炭洁净利用重点实验室、贵州省矿山压力与岩层控制工程中心、贵州省矿山装备数字化技术工程研究中心等以及服务贵州省在地农业的贵州刺梨发酵工程技术研发中心、贵州省高校猕猴桃资源开发与利用重点实验室等。该校亦与六盘水市林业科学研究院以及六盘水市9家刺梨企业共同组建了“刺梨产业国家创新联盟”。

## 校园文化
六盘水师范学院的校训为“厚德博学，范行求真”、办学理念为“以需求为导向，以学生为中心，以质量为根本”、办学精神为“艰苦创业，自强不息”、校风为“团结实干，创新超越”、教风为“勤勉治学，立德树人”、学风则为“勤学善思，健体强能”。
现今，六盘水师院积极倡导在校师生培养体育、文艺等高雅爱好并养成阅读、思考的习惯；该校校园生活日趋丰富，已经拥有大学生各类社团40余个，各社团亦时常通过社团文化艺术节等特色活动，展示自身文化建设取得的丰硕成果，一定程度上也丰富了在校生的课外生活。惟体育文化氛围较为薄弱。另该校还拥有校生物标本馆，存有各类动物、植物标本两万余份；学校亦时常组织该校学生、各地中学生参观学习，具有一定的科普价值，该标本馆更曾于2016年获贵州省科学技术协会评为“我最喜爱的科普教育基地”之一。